# 栽弘義
栽 弘義（さい ひろよし、1941年5月11日 - 2007年5月8日）は、沖縄県糸満市出身の高校野球指導者。長男は自由ケ丘高等学校監督の赤嶺琢。

## 経歴
1941年、沖縄県糸満市に生まれる。4歳のときに沖縄戦に遭遇し、3人の姉を失い、自らも背中に重傷を負った。
高校時代は糸満高校野球部に所属。
当時、夏の甲子園は現在のような一県一代表制は採用されておらず、夏の沖縄大会で優勝しても、九州の学校との決定戦に勝たないと甲子園に出場できなかったため、沖縄勢にとって、甲子園出場は至難であった。しかし、栽が2年生だった1958年夏は、夏の甲子園が第40回の記念大会を迎え、特別に一県一代表制を採用したことから、沖縄大会優勝校が甲子園に出場できることとなった。優勝候補の一角だった糸満高校は準決勝に進出したが、首里高校に乱打戦の末6-8で敗れ、勝った首里が決勝にも勝って優勝し、沖縄勢初の甲子園出場を果たした。結局、栽は選手としては甲子園出場は果たせず、その後中京大学へ進学して指導者としての道を目指す。当時の栽は沖縄ではトップクラスの選手であり、中京大学進学の際は地元紙の沖縄タイムスに報じられるほどであったが、大学で沖縄と本土の野球のレベルの差を思い知る。大学時代はオープン戦並びに公式戦での出場記録はなく、3年になるころには退部し、琉球空手部を創設する。
大学を卒業した1964年、小禄高校に赴任し、高校野球監督としてのキャリアをスタートさせる。全国に通用するチームを目指して過酷な練習を課したことから度々選手との対立を引き起こしつつも着実にチームを強くし、1970年、初めて夏の沖縄大会優勝を果たしたが、宮崎県代表である都城高校との代表決定戦に敗れ、甲子園大会出場はならなかった。
1971年に豊見城高校に転任し、1975年春、2年生エース赤嶺賢勇を擁して甲子園初出場を果たす。この大会では、大会初日に優勝候補でその年の夏に優勝する習志野を破るなど旋風を巻き起こし、ベスト8に進出したが、準々決勝で原辰徳を擁する東海大相模を相手に、1-0とリードした9回裏2死ランナーなしの場面から逆転サヨナラ負けを喫する。この後、豊見城では、赤嶺や石嶺和彦らを擁し、春夏合わせて6回甲子園に出場し、3回準々決勝に進出（1976年夏、77年夏、78年夏）したものの、ベスト8の壁は破れなかった。
その後、学区制が採用されて選手を集めにくくなったことや、グラウンドその他の設備の不十分さなどから限界を感じ、1980年、全県から選手を集められ、学校が所有する広大な敷地を自由に使う許可を出してくれた沖縄水産高校に転任して監督を務めた。
転任後数年は、比屋根吉信率いる興南高校の後塵を拝したものの、1984年夏に初出場を果たすと、その後は1985年に入学した上原晃の活躍も加わり、1988年まで5年連続で夏の甲子園に出場するなど、黄金時代を築いた。沖縄水産でもなかなかベスト8の壁を破れなかったが、1988年夏に初めてベスト4に進出すると、1990年夏・1991年夏に2年連続で決勝戦に進出、沖縄県勢として悲願の全国制覇は惜しくもならなかったが、2回の準優勝を果たした。
しかし、1992年に不祥事のため夏の沖縄県大会出場を辞退して以降、成績が下降線をたどり、結果として、1991年夏の準優勝以後は甲子園出場は春夏合わせて4回にとどまった（勝利は1996年春の1勝のみ）。
1998年は、好投手新垣渚をはじめ有力選手がそろったことで全国制覇が期待されたが、春夏とも初戦敗退に終わり、結局、この年が栽にとって最後の甲子園出場となった。
豊見城、沖縄水産を率いて甲子園大会には春夏合わせて17回出場（＋部長として1回）。
1991年夏の甲子園大会で、当時3年生エースだった大野倫を故障中にも関わらず起用（右肘の骨折を知りながらも投球させた）し、各所からの批判を受けた。
2002年に保健体育教諭を務めていた沖縄水産を定年退職したが、部長としての2勝を含めて甲子園通算29勝だった栽は、節目のあと1勝にこだわり、その後も監督を続けた。
2007年3月13日に心臓の不調を訴えて入院し手術を受けていたが、5月8日に65歳で死去した。

## 人物
私生活では3度の結婚を経験し、最初の妻との間には2人、2人目の妻との間には2人の子供に恵まれている。地元沖縄での評判は毀誉褒貶が激しく、教え子には慕われているものの、教え子以外の人間からは評判は良くない。
部員への指導方針はスパルタ一辺倒で鉄拳制裁は日常茶飯事であった。一方で野球部を強くするための研究は怠らず、月に100冊も読書しそこから得た知識を活用していた。
体育教師ではあったものの、授業は年度最初の授業だけ授業をし、後は自習させていた。教育実習生がいるときは2週間の教育実習期間を延長させ1学期中まで授業をさせていたという。

## 甲子園での成績
- 豊見城：出場6回（＋部長として春1回・2勝1敗）・7勝6敗（春：出場3回・1勝3敗／夏：出場3回・6勝3敗）
- 沖縄水産：出場11回・20勝11敗・準優勝2回（春：出場3回・1勝3敗／夏：出場8回・19勝8敗・準優勝2回）
- 通算：出場17回（＋部長として1回）・27勝17敗（＋部長として2勝1敗）・準優勝2回

## 主な教え子
豊見城
- 金城孝夫 - 沖縄尚学高校監督としてセンバツV。長崎日大高校監督として選手権ベスト4など。
- 赤嶺賢勇 - 元読売ジャイアンツ
- 石嶺和彦 - 元阪急ブレーブス、現社会人野球監督

沖縄水産
- 上原晃 - 元中日ドラゴンズ、広島東洋カープ、ヤクルトスワローズ
- 大野倫 - 元読売ジャイアンツ、福岡ダイエーホークス
- 新垣渚 - 元福岡ソフトバンクホークス、ヤクルトスワローズ